# Slata Roschal

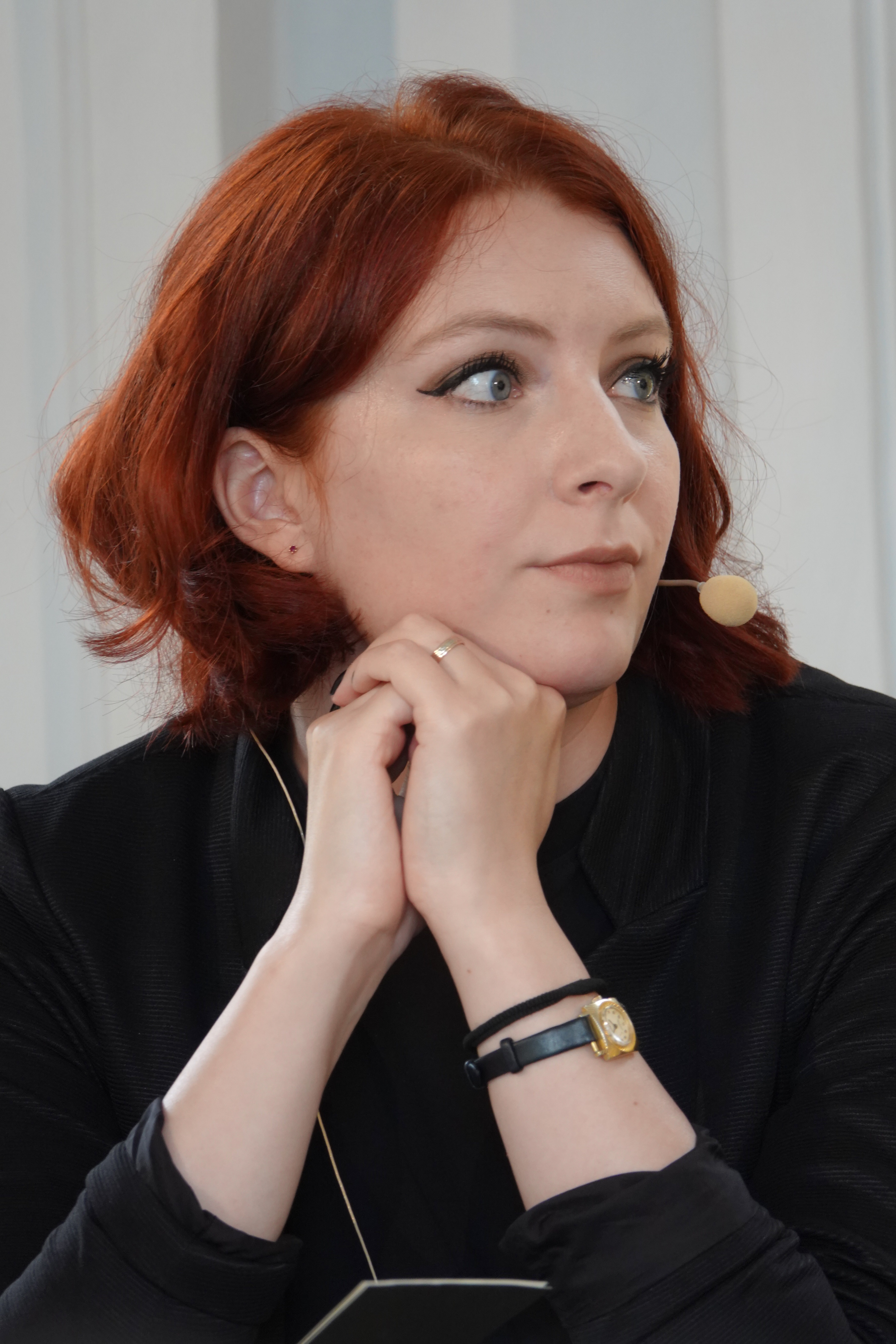
Slata Roschal beim Erlanger Poetenfest 2022

Slata Roschal (* 28. Januar 1992 in Sankt Petersburg), verheiratet Slata Kozakova, ist eine deutsche Schriftstellerin und Literaturwissenschaftlerin.

## Leben und Werk
Kozakova zog mit ihren Eltern 1997 nach Deutschland und wuchs in Schwerin zweisprachig auf. Nach dem Abitur studierte sie Slawistik, Germanistik und Komparatistik an der Universität Greifswald. Sie promovierte 2021 an der Ludwig-Maximilians-Universität München.
Im Jahr 2017 gab sie gemeinsam mit Matthias Friedrich eine Lyrik- und eine Prosaanthologie zur Gegenwartsliteratur aus dem Ostseeraum heraus. Unter dem Namen Slata Roschal veröffentlichte sie Lyrik, Prosa und Übersetzungen aus dem Russischen in zahlreichen Anthologien und Zeitschriften und gewann 2018 den Literaturpreis Mecklenburg-Vorpommern. Roschal wird gemeinsam mit Matthias Friedrich, Berit Glanz, Dirk Uwe Hansen, Tobias Reußwig und Christoph Georg Rohrbach zu den Autorinnen und Autoren der sogenannten „Greifswalder Schule“ gezählt.
Ihr lyrisches Debüt Wir verzichten auf das gelobte Land wurde 2019 im Verlag Reinecke & Voß veröffentlicht. Darauf folgten im Jahr 2021 die Gedichte und Prosaminiaturen unter dem Titel Wir tauschen Ansichten und Ängste wie weiche warme Tiere aus im hochroth Verlag München. Die Publikation wurde unter die 10 besten Independent Bücher Bayerns 2021 und auf die Liste der Lyrik-Empfehlungen 2022 gewählt.
Seit Mitte der 2010er veröffentlicht Roschal Rezensionen, insbesondere von Werken der Gegenwartslyrik, und äußert sich in journalistischen Texten zu Fragen des Literaturbetriebs, etwa in Bezug auf Macht und Konkurrenz sowie „nichtdeutsche“ Namen von Autorinnen und Autoren.
Ihr Debütroman 153 Formen des Nichtseins erschien im Februar 2022 beim Homunculus Verlag. Er kam auf die SWR-Bestenliste und wurde für den Deutschen Buchpreis nominiert. Der Roman erhielt in den Jahren 2022 und 2023 zahlreiche weitere Auszeichnungen sowie Positionen auf Bestenlisten und wurde 2024 als Taschenbuch im Penguin Verlag herausgegeben.
Im Februar 2024 erschien ihr Roman Ich möchte Wein trinken und auf das Ende der Welt warten im Claassen-Verlag, der zu den Ullstein-Verlagen gehört.

## Werke

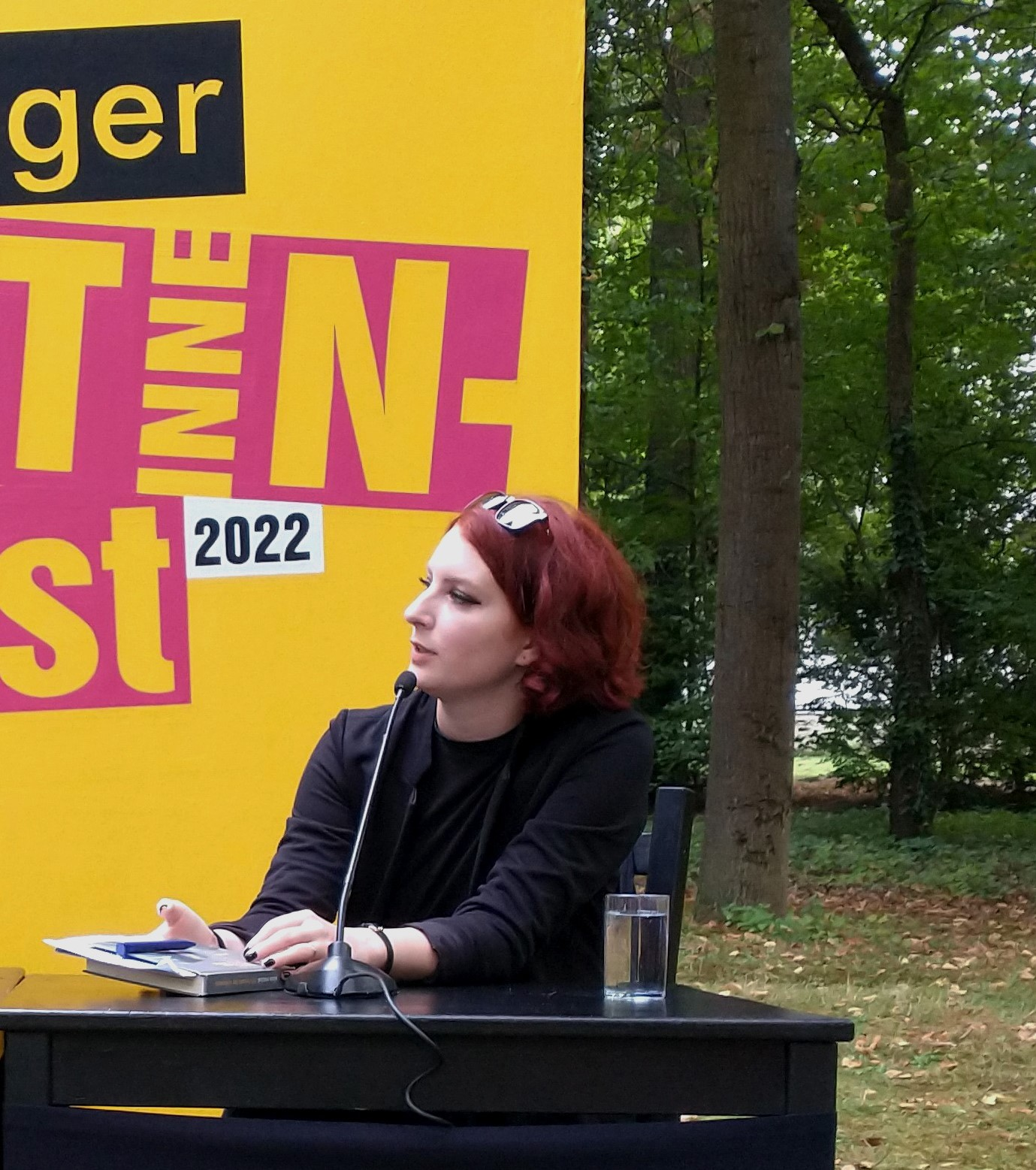
Slata Roschal auf einer Lesung

### Eigenständige literarische Publikationen
- Über Unkraut diskutieren. Fünf Erzählungen. Rostock 2017.
- Wir verzichten auf das gelobte Land. Gedichte. Reinecke & Voß, Leipzig 2019, ISBN 978-3-9429-0136-9.
- Wir tauschen Ansichten und Ängste wie weiche warme Tiere aus. Gedichte und Prosaminiaturen, Hochroth Verlag, München 2021, ISBN 978-3-903182-81-3.
- 153 Formen des Nichtseins. Roman. Homunculus Verlag, Erlangen 2022, ISBN 978-3-946120-94-0. 2024 als Taschenbuch im Penguin Verlag. ISBN 978-3-328-11096-5.
- Ich möchte Wein trinken und auf das Ende der Welt warten. Roman. Claassen-Verlag, Berlin 2024, ISBN 978-3-546100-76-2.
- Ich brauche einen Waffenschein ein neues bitteres Parfüm ein Haus in dem mich keiner kennt. Gedichte. Verlag Das Wunderhorn, Heidelberg 2025, ISBN 978-3-88423-726-7.

### Herausgeberschaften
- Als Slata Kozakova mit Matthias Friedrich: Einbildung eines eleganten Schiffbruchs. Gedichte aus dem Ostseeraum. Reinecke & Voß, Leipzig 2017, ISBN 978-3-9429-0124-6.
- Als Slata Kozakova mit Matthias Friedrich: Weniger eine Leiche als vielmehr eine Figur. Erzählungen aus dem Ostseeraum. Reinecke & Voß, Leipzig 2017, ISBN 978-3-9429-0126-0.